# Там, где нас нет
«Там, где нас нет» — роман Михаила Успенского в жанре юмористического фэнтези. Роман был удостоен нескольких литературных премий, таких как «Странник», «Меч в камне» и «Золотой Остап». Первый роман из трилогии «Приключения Жихаря».

## Сюжет
Попав в немилость к многоборскому князю Жупелу Кипучая Сера, богатырь Жихарь чудом избегает гибели в Бессудной яме и попадает к волхву Беломору. Тот снаряжает его в поход за полуденной росой с целью разорвать круг времени. В походе к Жихарю присоединяются безымянный принц, ищущий своё королевство, царь Соломон, Китоврас, а затем и бедный монах Лю Седьмой. По дороге к цели им предстоит пережить множество опасных приключений.

## Отзывы
Литературовед Л. Ф. Хабибуллина называет этот роман и его продолжения («Время Оно» и «Кого за смертью посылать») «ярким примером фэнтезийного мифологизма, основанного на неоязыческих построениях». Она отмечает, что в романе «происходит постоянный диалог между Востоком и Западом», а сюжет строится по типу квеста.
Роман "Там, где нас нет" по невероятной иронии судьбы фигурировал в ... списке на Госпремию — хотя шансов на неё не имел никаких (естественно, ничего и не получил). Успенский использует тот же приём переосмысления мифологических и фольклорных реалий — и делает это замечательно смешно.  ...Успенский почти целиком отдаётся "филологической" стихии, поигрывая сюжетами и образами, не отнимает у них жизнь, а, напротив, даёт им возможность как бы пожить ещё раз — весело и забавно. Кажется, что это наиболее продуктивный путь использования нажитого за долгую историю человечества культурного "хлама". Во всяком случае, в такую игру включаешься с удовольствием: игра и должна быть весёлой, что не исключает её интеллектуальности,— иначе что это за игра?
  — Мария Ремизова. Зевс против Красной Шапочки. «Независимая газета, 04.11.2000»